# Bene incagliato
Gli asset incagliati sono “attività che hanno subito svalutazioni o conversioni in passività impreviste o premature”.

## Definizione
Gli asset non recuperabili possono essere causati da una varietà di fattori e sono un fenomeno inerente alla “distruzione creativa” della crescita economica, della trasformazione e dell’innovazione; in quanto tali comportano rischi per individui e imprese e possono avere implicazioni sistemiche. Si prevede che il cambiamento climatico causerà un aumento significativo degli asset non recuperabili per le industrie e gli investitori ad alta intensità di carbonio, con un potenziale effetto a catena su tutta l’economia mondiale.
Il termine è importante per la gestione del rischio finanziario al fine di evitare perdite economiche dopo che un'attività è stata convertita in una passività. I contabili adottano misure per gestire la riduzione di valore delle attività (ad esempio Ias 16) che mirano a garantire che le attività di un'entità non siano contabilizzate a un valore superiore al loro valore recuperabile. In questo contesto, il bene incagliato viene definito anche come un bene divenuto obsoleto o in sofferenza, ma che deve essere iscritto in bilancio come perdita di profitto.